# Matías Fernández (Fußballspieler, 1995)
Matías Ignacio Fernández Cordero (* 14. August 1995 in Valparaíso) ist ein chilenischer Fußballspieler. Der rechte Mittelfeldspieler ist seit Oktober 2023 chilenischer Nationalspieler.

## Karriere

### Verein
Matías Fernández kam im Alter von elf Jahren in die Jugend der Santiago Wanderers und schaffte 2015 den Sprung aus der U-19-Mannschaft in den Profikader. Mit den Wanderers gewann der Mittelfeldspieler 2017 die Copa Chile, stieg aber auch gleichzeitig in der Transición 2017 in die Primera B ab. Durch den Pokalsieg nahm der Verein an der Copa Libertadores 2018 teil, schied aber nach einem Sieg gegen den FBC Melgar aus Peru gegen Kolumbiens Vertreter Independiente Santa Fe in der dritten Qualifikationsrunde aus. Nach zwei Jahren in der Zweitklassigkeit gelang Fernández mit dem Klub aus seiner Heimatstadt Valparaíso mit der Meisterschaft der Aufstieg in die Primera División. Im Februar 2021 wechselte Fernández zum Ligakonkurrenten Unión La Calera. Im Juli 2022 erfolgte dann sein Wechsel zum ecuadorianischen Spitzenklub Independiente del Valle. Dort gewann er noch in seinem ersten Jahr die Copa Ecuador und die Copa Sudamericana 2022. Beim 2:0-Finalsieg über den brasilianischen Klub FC São Paulo stand Fernández die volle Spielzeit auf dem Feld.

### Nationalmannschaft
Matías Fernández absolvierte im Oktober 2023 sein bislang einziges Länderspiel. Beim 2:0-Erfolg im Freundschaftsspiel gegen Peru wurde der Mittelfeldspieler in der Nachspielzeit der ersten Spielhälfte für Guillermo Maripán eingewechselt. Für die Länderspiele im November 2023 wurde die Nominierung von Fernández zurückgenommen, da er wegen intrafamiliärer Gewalt angezeigt wurde.

## Erfolge
Santiago Wanderers
- Copa Chile: 2017
- Primera B: 2019

Independiente del Valle
- Copa Ecuador: 2022
- Supercopa Ecuador: 2023
- Copa Sudamericana: 2022
- Recopa Sudamericana: 2023